# Frédéric Montagnon
Pour les articles homonymes, voir Montagnon.
Frédéric Montagnon (né le 10 avril 1976) est un entrepreneur et Business Angel français. Ancien président d'OverBlog qu'il a co-fondé avec Gilles Moncaubeig et Julien Romanetto en 2004, il est également le cofondateur de Codanova (en 2002) et Nomao (en 2007).

## Biographie
Ingénieur de l'ENSEEIHT, il fait partie des entrepreneurs français les plus influents du web actuel,. Sa société fusionne avec le groupe Wikio, puis en 2011, le groupe Wikio devient le groupe Ebuzzing[réf. nécessaire].
Il s'installe au début de l'année 2013 à New York pour développer OverBlog.
Après la vente d'OverBlog, il fonde Secret Media en avril 2014.
En juin 2015, le label French Tech est attribué à l'écosystème des français expatriés à New York pour un dossier qu'il porte. À cette occasion, Axelle Lemaire et Emmanuel Macron se rendent a New York pour remettre le label lors de La French Touch Conference (en).
Il co-fonde avec Hugo Renaudin, la société française LGO (anciennement Legolas).  
Il a co-fondé Arianee en 2017, une société qui permet de garantir l'authenticité des produits de luxe grâce à un certificat de propriété digital unique et infalsifiable via un protocole blockchain.
Frédéric Montagnon est très impliqué dans le développement de la blockchain en France et aux États-Unis. Il est régulièrement interviewé dans des médias tels que Les Échos.